# Paul Griffin
Pour les articles homonymes, voir Griffin.
Paul Griffin, né le 12 février 1973 à Tralee, est un coureur cycliste irlandais.

## Palmarès
- 1996
  - Tour d'Armagh
  - Des Hanlon Memorial
- 1998
  - 6e étape de la FBD Milk Rás
- 2001
  - 2e étape du Tour de Hokkaido
- 2003
  - Rás Connachta
  - 3e du championnat d'Irlande du critérium
- 2004
  - Lacey Cup
  - 5e étape des Surrey League Five Days
  - 2e des Surrey League Five Days
- 2005
  - 5e étape du Tour d'Azerbaïdjan
  - 1re étape du Tour de Java oriental
  - 1re étape du Tour d'Indonésie
  - 3e de la Rás Mumhan
- 2006
  - Lacey Cup
  - Des Hanlon Memorial
  - 1re et 5e étapes des Surrey League Five Days
- 2007
  - 3e étape de la Rás Mumhan
  - 2e de la Rás Mumhan
  - 2e de la Shay Elliott Memorial Race
  - 2e du Tour d'Ulster
- 2008
  - 1re étape du Tour d'Ulster
  - 2e du Tour d'Ulster
  - 3e de la Rás Mumhan
  - 3e de la Shay Elliott Memorial Race
- 2009
  - 2e du Des Hanlon Memorial
  - 2e de la Rás Mumhan
  - 2e des Suir Valley Three Day
  - 3e de la Shay Elliott Memorial Race
- 2010
  - 2e du Des Hanlon Memorial
- 2011
  - 3e étape de la Rás Mumhan

## Classements mondiaux
| Année           | 2005 | 2006   | 2007   | 2008 |
| --------------- | ---- | ------ | ------ | ---- |
| UCI Asia Tour   | 11e  | 121e   | 120e   | 207e |
| UCI Europe Tour |      | 1 093e | 1 351e |      |